# 3SP Technologies
3SP Technologies, anciennement Alcatel Optronics, Avanex France, puis 3S Photonics, est une entreprise française comptant parmi les leaders industriels mondiaux des composants optoélectroniques pour les réseaux de télécommunications.
3SP Technologies conçoit, développe, fabrique et commercialise des composants actifs à partir de ses propres puces optoélectroniques basées sur des semi-conducteurs III-V.

## Centre de production
Son site historique de production implanté à Nozay, à Paris-Saclay regroupe les technologies à base d’Arséniure de gallium (AsGa) et de Phosphure d'indium (InP) au sein d’une même entité.

## Produits
Son portefeuille est organisé autour de trois lignes de produits :
- Lasers de transmission et détecteurs
- Lasers de pompage pour applications terrestres et sous-marines
- Puces (lasers et détecteurs) et services de fonderie

La société est spécialisée pour les applications en télécommunications.

## Dirigeants
3SP Technologies est aujourd'hui dirigée par Guang-Hua DUAN. L'effectif est de plus de 158 personnes, dont 130 experts en photonique.
Le 13 octobre 2011, Eurazeo Croissance rachète 3S Photonics en y investissant 37 millions d'euros, achetant ainsi 83 % du capital de l'entreprise.
3S Photonics est placé en redressement judiciaire le 21 juillet 2014, et en liquidation judiciaire le 21 octobre 2014,. Elle a fait l'objet d'un plan de cession le 13 novembre 2014. Eurazeo est contraint de prendre ses pertes.
En novembre 2014, 3S Photonics est racheté par les hongkongais Advance Photonics Investments Limited et O-Net Communications.
En mars 2019, O-Net Communications reprend l'intégralité des parts d'Advance Photonics Investments Limited et renomme l'entreprise 3SP Technologies.